# DIN 3570
DIN 3570 er en DIN-standard for en U-Bøjle/U-Bolt.
| Form  |  | 23        | 30          | 38          | 46          | 52            | 64          | 82   |
| ----- |  | --------- | ----------- | ----------- | ----------- | ------------- | ----------- | ---- |
| d1 mm |  | 20 til 21 | 25 til 26,9 | 30 til 33,7 | 38 til 42,4 | 44,5 til 48,3 | 57 til 60,3 | 76,1 |
| b1    |  | 30        | 40          | 40          | 50          | 50            | 50          | 50   |
| d2    |  | 10        | 10          | 10          | 10          | 10            | 12          | 12   |
| d3    |  | M10       | M10         | M10         | M10         | M10           | M12         | M12  |
| e     |  | 33        | 40          | 48          | 56          | 62            | 76          | 94   |
| h1    |  | 60        | 70          | 76          | 86          | 92            | 109         | 125  |

| Form  |  | 94   | 120           | 148           | 176           | 228           | 282         | 332           |
| ----- |  | ---- | ------------- | ------------- | ------------- | ------------- | ----------- | ------------- |
| d1 mm |  | 88,9 | 108 til 114,3 | 133 til 139,7 | 159 til 168,3 | 216 til 219,1 | 267 til 273 | 318 til 323,9 |
| b1    |  | 50   | 60            | 60            | 60            | 70            | 70          | 70            |
| d2    |  | 12   | 16            | 16            | 16            | 20            | 20          | 20            |
| d3    |  | M12  | M16           | M16           | M16           | M20           | M20         | M20           |
| e     |  | 106  | 136           | 164           | 192           | 248           | 302         | 352           |
| h1    |  | 138  | 171           | 191           | 217           | 283           | 334         | 385           |